# Чугунов, Сергей Васильевич
Сергей Васильевич Чугунов (4 октября 1924, с. Пущино Рязанской губернии — 10 марта 2003, Рязань) — российский художник, архитектор-реставратор, краевед. Член Союза художников СССР (с 1971).
Автор книг и статей по краеведению и истории рязанской архитектуры. Ученик и соавтор известного искусствоведа Г. К. Вагнера, выпустивший с ним несколько книг в популярной серии «Дороги к прекрасному».

## Биография
Сергей Чугунов родился 4 октября 1924 года в селе Пущино Рязанского уезда в крестьянской семье. В детстве после болезни у него значительно ухудшился слух и остались другие осложнения здоровья, но появилась мечта — «заняться художеством». В 1940 году поступил в Ростовское художественное училище, где проучился один учебный год. После начала Великой Отечественной войны был в эвакуации, а затем, спустя месяц, добрался до дома родителей в Рязани. В годы войны служил в Высшей офицерской автомобильной школе в качестве нестроевого чертёжника.
В 1945—1949 годах учился в Рязанском художественном училище, где преподавали педагоги: по графике — А. С. Эфрон, по живописи и композиции — Г. К. Вагнер. В 1949—1952 годах продолжил обучение в Московском институте прикладного и декоративного искусства — там он освоил различные виды обработки металла, затем, в 1952—1955 годах, обучался в Ленинградском высшем художественно-промышленном училище имени В. И. Мухиной, где защитил дипломную работу «Проект главного входа в парк г. Рязани» с изготовлением модели и фрагмента решетки в натуральную величину.
Ездил в творческие командировки, знакомился с памятниками древнерусской архитектуры городов Александрова, Владимира, Суздаля, Боголюбова, Кидекши, Златоуста. Освоил полиграфическое дело, работал как художественный редактор в Рязанском книжном издательстве (1958). По совместительству преподавал лепку и графику в Рязанском художественном училище. Увлёкся краеведением, историей архитектуры Рязанского края. В соавторстве с Г. К. Вагнером, выпустили несколько совместных книг в издательстве «Искусство» в серии «Дороги к прекрасному». В 1959—1965 годах заочно учился в Московском полиграфическом институте.
В 1964—1978 годах работал в Рязанском проектно-технологическом институте, в 1978—1984 годах — в Рязанской производственной научно-реставрационной мастерской. Как старший архитектор принимал участие в подготовке проектов и проведении реставрационных работ на памятниках архитектуры в городах и сёлах Рязанской области, в том числе: в Рязани — церковь Святого Духа, дом-музей И. П. Павлова; в Михайлове — храм в честь Рождества Пресвятой Богородицы, здание казначейства, или так называемая податная изба; в Константинове — дом родителей С. А. Есенина, дом Л. И. Кашиной, Казанская церковь; в Пощупово — колокольня Богословского монастыря; в Костино — усадьба Никитинских; в Матвеевском — музей А. С. Новикова-Прибоя.
Автор ряда краеведческих статей, в качестве привлечённого автора писал для издания «Материалы Свода памятников истории и культуры РСФСР. Рязанская область» (1980), участвовал в многотомном издании «Материалы к биографическому словарю архитекторов народов СССР» (1980). После выхода в 1984 году на пенсию поддерживал тесные дружеские и творческие связи с сотрудниками библиотек, музеев, краеведами. В 1990-х годах входил в редакционную коллегию «Рязанской энциклопедии» и литературной ассоциации «Переяславль».

## Художественные произведения
Скульптурные портреты
Художников В. П. Корнюшина (1928—1987), М. В. Гашникова.
Рисунки
- Портрет искусствоведа, лауреата Государственной премии Г. К. Вагнера (1985)
- Портрет архитектора В. Л. Сытых (1990) и др.

Произведения С. В. Чугунова в настоящее время находятся в фонде графики музеев Московского Кремля.

## Участие в выставках
С 1957 года принимал участие в выставках, в том числе областных:
- выставка произведений художников Рязанской области, посвящённая 40-летию ВОСР (1957),
- посвящённая 50-летию организации «Художники Рязани» (1991);

зональных:
- 3-й «Центр — северные области» (1969, Смоленск),
- 4-й «Художники центральных областей России» (1974, Иваново);

республиканской:
- 4-й «Советская Россия» (1970, Москва)

## Сочинения

### Книги
- Вагнер Г. К., Чугунов С. В. Рязанские достопамятности. — М.: Искусство, 1974. — 136 с. — (Дороги к прекрасному). — 75 000 экз. (обл.)
- Вагнер Г. К., Чугунов С. В. По Оке от Коломны до Мурома. — М.: Искусство, 1980. — 184 с. — (Дороги к прекрасному). — 75 000 экз. (обл.)
- Красногорская И. К., Чугунов С. В. Дом на Большой улице: Путеводитель. — Рязань: Московский рабочий, 1985. — 64 с. (обл.)
- Красногорская И. К., Чугунов С. В. Там, за стенами седыми…. — Рязань: Московский рабочий. Рязан. отд-ние, 1987. — 160, [8] с. — 10 000 экз. (обл.)
- Вагнер Г. К., Чугунов С. В. Рязанские достопамятности. — 2-е изд., перераб. и доп. — М.: Искусство, 1989. — 168 с. — (Дороги к прекрасному). — 75 000 экз. — ISBN 5-210-00025-7.
- Вагнер Г. К., Чугунов С. В. Окраинными землями Рязанскими. — М.: Искусство, 1995. — 144 с. — (Дороги к прекрасному). — 3000 экз. — ISBN 5-210-01322-7. (обл.)

### Статьи
- Чугунов С. В. Академик из народа Иван Петрович Пожалостин // Гордость земли Рязанской. — М.: Московский рабочий, 1973. — 384 с. — 30 000 экз. (в пер.)
- Чугунов С. В. Восстановление дома П. П. Семёнова-Тян-Шанского в сельце Гремячка Рязанской области // Вопросы охраны, реставрации и пропаганды памятников истории и культуры. Тр. 78. — М.: НИИ культуры, 1979. — С. 208—210. — Ил. 48, 49.
- Чугунов С. В. Учителю, соратнику, другу // Георгий Карлович Вагнер — учёный, художник, человек: Сб. ст. / Сост. М. А. Некрасова, Э. К. Гусева, К. К. Кузнецова. — М.: ИМЛИ РАН, 2006. — С. 189—191.